# Кітскоті
Кітскоті (англ. Kitscoty) — село в Канаді, у провінції Альберта, у складі муніципального району Верміліон-Рівер.

## Населення
За даними перепису 2016 року, село нараховувало 925 осіб, показавши зростання на 9,3%, порівняно з 2011-м роком. Середня густина населення становила 610,9 осіб/км².
З офіційних мов обидвома одночасно володіли 30 жителів, тільки англійською — 895. Усього 20 осіб вважали рідною мовою не одну з офіційних, з них 5 — українську.
Працездатне населення становило 515 осіб (78% усього населення), рівень безробіття — 8,7% (6,8% серед чоловіків та 13,6% серед жінок). 89,3% осіб були найманими працівниками, а 6,8% — самозайнятими.
Середній дохід на особу становив $63 188 (медіана $49 888), при цьому для чоловіків — $84 093, а для жінок $39 590 (медіани — $70 656 та $34 752 відповідно).
26,7% мешканців мали закінчену шкільну освіту, не мали закінченої шкільної освіти — 20,6%, 53,4% мали післяшкільну освіту, з яких 22,9% мали диплом бакалавра, або вищий.
| Статево-вікова структура населення | Статево-вікова структура населення | Статево-вікова структура населення | Статево-вікова структура населення | Статево-вікова структура населення |
| ---------------------------------- | ---------------------------------- | ---------------------------------- | ---------------------------------- | ---------------------------------- |
|                                    |                                    |                                    |                                    |                                    |
| Всього                             | Всього                             | 50,3%49,7%                         |                                    |                                    |
| 0 — 14 років                       | 0 — 14 років                       |                                    | 28,6%                              | 28,6%                              |
| 15 — 64 років                      | 15 — 64 років                      |                                    | 65,4%                              | 65,4%                              |
| 65 і більше                        | 65 і більше                        |                                    | 5,9%                               | 5,9%                               |
| Середній вік (років)               | Середній вік (років)               | 31,032,1                           | 31,5                               | 31,5                               |
| Медіана (років)                    | Медіана (років)                    | 31,431,8                           | 31,6                               | 31,6                               |
| — чоловіки — жінки                 |                                    |                                    |                                    |                                    |

| Походження мешканців:     | Походження мешканців:     | Походження мешканців: | Походження мешканців: | Походження мешканців: |
| ------------------------- | ------------------------- | --------------------- | --------------------- | --------------------- |
| Походження                |                           |                       | осіб                  | %                     |
| Корінні американці        | Корінні американці        |                       | 55                    | 5.95%                 |
| Інше північноамериканське | Інше північноамериканське |                       | 420                   | 45.41%                |
| Європейське               | Європейське               |                       | 730                   | 78.92%                |
| британське                | британське                |                       | 550                   | 59.46%                |
| французьке                | французьке                |                       | 165                   | 17.84%                |
| українське                | українське                |                       | 105                   | 11.35%                |
| Азійське                  | Азійське                  |                       | 55                    | 5.95%                 |
| Океанійське               | Океанійське               |                       | 25                    | 2.7%                  |

| Зайнятість населення за галузями (за класифікацією NOC): | Зайнятість населення за галузями (за класифікацією NOC): | Зайнятість населення за галузями (за класифікацією NOC): | Зайнятість населення за галузями (за класифікацією NOC): | Зайнятість населення за галузями (за класифікацією NOC): |
| -------------------------------------------------------- | -------------------------------------------------------- | -------------------------------------------------------- | -------------------------------------------------------- | -------------------------------------------------------- |
|                                                          |                                                          |                                                          |                                                          |                                                          |
| Управління                                               | Управління                                               |                                                          | 5,1%                                                     | 5,1%                                                     |
| Бізнес, фінанси та адміністрування                       | Бізнес, фінанси та адміністрування                       |                                                          | 17,2%                                                    | 17,2%                                                    |
| Природничі та прикладні науки                            | Природничі та прикладні науки                            |                                                          | 8,1%                                                     | 8,1%                                                     |
| Охорона здоров'я                                         | Охорона здоров'я                                         |                                                          | 3%                                                       | 3%                                                       |
| Освіта, правозахист, муніципальні та урядові служби      | Освіта, правозахист, муніципальні та урядові служби      |                                                          | 13,1%                                                    | 13,1%                                                    |
| Мистецтво, культура, відпочинок та спорт                 | Мистецтво, культура, відпочинок та спорт                 |                                                          | 2%                                                       | 2%                                                       |
| Роздрібна торгівля та послуги                            | Роздрібна торгівля та послуги                            |                                                          | 16,2%                                                    | 16,2%                                                    |
| Гуртова торгівля, транспорт та обладнання                | Гуртова торгівля, транспорт та обладнання                |                                                          | 28,3%                                                    | 28,3%                                                    |
| Природні ресурси, сільське господарство                  | Природні ресурси, сільське господарство                  |                                                          | 5,1%                                                     | 5,1%                                                     |
| Виробництво                                              | Виробництво                                              |                                                          | 3%                                                       | 3%                                                       |

## Клімат
Середня річна температура становить 1,6°C, середня максимальна – 20,9°C, а середня мінімальна – -22,8°C. Середня річна кількість опадів – 401 мм.
| Клімат поселення                              | Клімат поселення | Клімат поселення | Клімат поселення | Клімат поселення | Клімат поселення | Клімат поселення | Клімат поселення | Клімат поселення | Клімат поселення | Клімат поселення | Клімат поселення | Клімат поселення | Клімат поселення |
| Показник                                      | Січ.             | Лют.             | Бер.             | Квіт.            | Трав.            | Черв.            | Лип.             | Серп.            | Вер.             | Жовт.            | Лист.            | Груд.            |                  |
| Середній максимум, °C                         | −10,05           | −5,97            | −0,65            | 9,56             | 16,49            | 20,82            | 20,86            | 20,16            | 14,63            | 8,55             | −1,5             | −9,25            |                  |
| Середня температура, °C                       | −16,4            | −12,3            | −7               | 3,20             | 10,14            | 14,48            | 16,45            | 15,76            | 10,24            | 4,16             | −5,92            | −13,65           |                  |
| Середній мінімум, °C                          | −22,75           | −18,65           | −13,34           | −3,13            | 3,80             | 8,13             | 12,05            | 11,36            | 5,82             | −0,27            | −10,31           | −18,05           |                  |
| Норма опадів, мм                              | 17               | 10               | 16               | 27               | 41               | 68               | 76               | 57               | 38               | 16               | 18               | 17               |                  |
| Середньомісячна швидкість вітру, м/с          | 4.19             | 4.16             | 4.20             | 4.40             | 4.29             | 3.90             | 3.50             | 3.50             | 3.84             | 4.16             | 4.21             | 4.19             |                  |
| Середньомісячна сонячна радіація, кДж/м²·день | 3685             | 7315             | 12531            | 17488            | 21018            | 22354            | 22469            | 18685            | 12622            | 7594             | 3836             | 2655             |                  |
| --------------------------------------------- | ---------------- | ---------------- | ---------------- | ---------------- | ---------------- | ---------------- | ---------------- | ---------------- | ---------------- | ---------------- | ---------------- | ---------------- | ---------------- |
| Джерело:                                      |                  |                  |                  |                  |                  |                  |                  |                  |                  |                  |                  |                  |                  |